# The Book of Mormon
Pour l’article homonyme, voir Livre de Mormon.
Ne pas confondre avec l'oratorio de Leroy Robertson
The Book of Mormon est une comédie musicale américaine sur un livret, des dialogues et une musique de Trey Parker, Robert Lopez et Matt Stone.
Elle est créée le 24 mars 2011 au Eugene O'Neill Theatre à Broadway (230 West 49th Street). Le spectacle remporta neuf Tony Awards en 2011 et un Grammy Award en 2012. La chorégraphie est de Casey Nicholaw, les costumes de Anne Roth, la direction musicale par Stephen Oremus.
Elle met en scène deux missionnaires mormons qui sont envoyés pour apporter la « bonne nouvelle » dans un village reculé en Ouganda où un brutal chef de guerre tient la population locale sous sa coupe. Mais les villageois sont tellement plus préoccupés par la famine, la guerre, la pauvreté et le sida qu'ils sont peu disposés à écouter les missionnaires.

## Distribution
| Personnage                                               | Description                                                                          | Distribution originale | Distribution actuelle[Quand ?] |
| -------------------------------------------------------- | ------------------------------------------------------------------------------------ | ---------------------- | ------------------------------ |
| Elder Kevin Price                                        | Un missionnaire mormon envoyé en Ouganda                                             | Andrew Rannells        | Gavin Creel                    |
| Elder Arnold Cunningham                                  | Un missionnaire mormon envoyé en Ouganda                                             | Josh Gad               | Christopher O'Neill            |
| Nabulungi                                                | La fille de Mafala Hatimbi                                                           | Nikki M. James         | Nikki Renée Daniels            |
| Elder McKinley Ange Moroni                               | Supérieur mormon un ange Mormon                                                      | Rory O'Malley          | Grey Henson                    |
| Mafala Hatimbi                                           | Membre de la tribu ougandaise et guide des missionnaires                             | Michael Potts          | Daniel Breaker                 |
| Géneral                                                  | Chef tout-puissant et cruel du village                                               | Brian Tyree Henry      | Derrick Williams               |
| Mission President Price Senior Jésus-Christ Joseph Smith | Chef de la mission mormon le père de Price Le Christ J. Smith, fondateur de l'église | Lewis Cleale           | Lewis Cleale                   |

## Synopsis
Acte I
Dans une église des SDJ (Saints des Derniers Jours, un centre de formation missionnaire mormon), le frère Kevin Price et ses camarades de classe sont tous en passe d’être confirmés.
Le show débute dans une démonstration de la méthode du porte à porte pour convertir les gens en Église de Jésus-Christ des Saints des Derniers Jours (" Hello!").
Price croit que s'il prie suffisamment, il sera envoyé à Orlando, en Floride, pour sa mission de deux ans, mais lui et frère Arnold Cunningham, un mec un peu allumé doublé d’un menteur compulsif, découvrent qu'ils seront plutôt envoyés en Ouganda ensemble ("Two by two").
Price est sûr qu'il est destiné à faire quelque chose d'incroyable, alors que Cunningham est juste heureux de suivre ("You and Me (But mostly me)").
À leur arrivée dans le nord de l’Ouganda, les deux hommes se font dépouiller par les hommes du chef de guerre local,  le général Butt-Fucking Naked.
Ils sont accueillis dans le village par un homme nommé Mafala Hatimbi ; là, un groupe de villageois leur raconte la réalité quotidienne de leur existence, les conditions épouvantables dans lesquelles ils vivent, entre maladie, famine, et la terreur exercée par les hommes du général. Pour améliorer leur vie et se soulager, les villageois répètent joyeusement une phrase ("Hasa Diga Eebowai") qui se traduit par "Va te faire foutre, Dieu!"
Price et Cunningham sont conduits dans leurs quartiers par Nabulungi, la fille de Hatimbi. Ils rencontrent leurs collègues missionnaires en poste dans la région, qui n'ont pas été en mesure de convertir quiconque à l'Église depuis leur arrivée.
Frère McKinley, le chef de district, enseigne à Price et à Cunningham la suppression des pensées, une méthode largement acceptée de gestion des sentiments négatifs et bouleversants ("Turn It Off").
Au moment où ils vont se coucher ce soir-là, Price est criblé d'inquiétude et de doutes ; mais Cunningham le rassure : bien sûr que Price réussira, et en tant que partenaire, Cunningham sera à ses côtés, peu importe ce qui se passe ("I am here for you").
Price est certain qu'il peut réussir là où les autres anciens ont échoué, et qu’il peut apprendre aux villageois la vie et l’œuvre de Joseph Smith (fondateur de la religion mormone) par le biais d'une chanson qui commence bien comme un hommage à Smith, mais qui se finit par devenir un hommage de Price à lui-même (le "Prophète américain"). Le général arrive et demande une mutilation génitale de toutes les villageoises.
Après qu'un villageois ait protesté, le général l'exécute. Prenant toutes les mesures nécessaires pour la protéger, Hatimbi ordonne à sa fille Nabulungi de rester chez elle, portes verrouillées et fenêtres fermées.
Elle proteste, insistant sur le fait que les femmes du village ne devront pas rester cachées, car comme le leur suggèrent les missionnaires, ce sont elles qui détiennent les secrets de la libération, de la protection et du bonheur éternel.
Toutes ses protestations étant vaines, la jeune fille se calme, se souvenant combien elle avait été émue par la promesse de Price d'un paradis terrestre et par le rêve d'aller vivre dans ce nouveau pays avec tous ses compatriotes villageois ("Sal Tlay Ka Siti " – Salt Lake City, le siège mondial de l’église mormone).
Tandis qu’un responsable mormon demande un rapport sur l’avancement de leur mission., Price décide de tout quitter,  choqué par l'exécution et la réalité de l'Afrique, et demande un transfert à Orlando ; Cunningham, quant à lui, toujours fidèle, assure à Price qu'il le suivra n'importe où ("I’m here for you [Reprise]").
Price l’abandonne cependant. Cunningham est seul et dévasté, mais Nabulungi le rejoint : elle désire en savoir plus sur le Livre de Mormon, et a convaincu les villageois d’écouter le missionnaire. Cunningham trouve le courage de prendre le contrôle de la situation ("Man Up").
Acte II
Lorsque les villageois, frustrés par l'enseignement du Livre des Mormons, veulent partir, Cunningham invente rapidement des histoires en combinant ce qu'il sait de la doctrine du SDJ avec des fragments de science-fiction et de fantaisie. La conscience de Cunningham (personnifiée par son père, Joseph Smith, les hobbits, le lieutenant Uhura, Dark Vador et Yoda) le réprimandent, mais il explique qu’il ne peut sûrement pas se tromper, puisque ça aide les gens ("Making Things Up").
Price arrive joyeusement à Orlando mais très vite, il se rend compte qu'il est en train de rêver. Il fait un cauchemar, qu’il faisait déjà quand il était enfant («Spooky Mormon Hell Dream»). Pendant ce rêve, il voit Satan, Jeffrey Dahmer, Johnnie Cochran et Adolf Hitler. Price se réveille et décide de se réengager dans sa mission.
Cunningham annonce que plusieurs Ougandais s'intéressent à l'église. McKinley fait remarquer que si on ne s’occupe pas du cas du général Butt-Fucking Naked, personne ne se convertira. Price, voyant l'occasion de prouver sa valeur, se lance dans la "mission pour laquelle il est né". Après avoir réaffirmé sa foi, il affronte le général déterminé à le convertir ("I believe"). Le général n’est pas impressionné et on comprend que Price va passer un mauvais moment.
Cunningham termine sa prédication et les villageois sont baptisés – Nabulungi et Cunningham partageant ainsi un moment tendre empli de second degré ("Baptize-me"). Les missionnaires, se sentant désormais proches du peuple ougandais, célèbrent cette union avec les autochtones («I am Africa»). Price est vu dans le bureau du médecin du village, le Livre de Mormon étant retiré de son rectum. Pendant ce temps, le général entend parler de la conversion des villageois et décide de tous les tuer.
Ayant perdu la foi, Price noie ses chagrins dans le café. Cunningham trouve Price et lui dit qu'ils doivent au moins se comporter en compagnons de mission, car le président de la mission vient visiter la mission ougandaise. Price réfléchit à toutes les promesses non tenues de la part de l'Église, de ses parents, de ses amis et de la vie en général.
Nabulungi et les villageois organisent une reconstitution historique pour le président de mission afin de "leur rendre hommage avec l'histoire de Joseph Smith, le Moïse américain ("Joseph Smith American Moses"), qui reflète les distorsions mises en avant par Cunningham, telles que le sexe avec une grenouille pour guérir leur sida.
Le président de la mission est consterné. Il ordonne à tous les missionnaires de rentrer chez eux et dit à Nabulungi qu'elle et ses concitoyens ne sont pas membres. Nabulungi, le cœur brisé à l'idée de ne jamais atteindre le paradis, maudit Dieu de l'avoir abandonnée ("Hasa Diga Eebowai [Reprise]"). Price a eu une épiphanie et se rend compte que Cunningham avait raison depuis le début : bien que les Écritures soient importantes, le plus important est de faire passer le message ("You and Me (But mostly me) [Reprise]").
Le général Butt-Fucking Naked arrive et Nabulungi est prête à se soumettre à lui, disant aux villageois que les histoires que Cunningham leur a racontées sont fausses.
À son grand étonnement, tous répondent qu'ils ont toujours su que les histoires étaient des métaphores plutôt que la vérité littérale. Price et Cunningham arrivent juste à temps pour utiliser les mensonges de Cunningham selon lesquels ce dernier serait ressuscité après avoir été mangé par des lions pour effrayer le général et ses hommes.
Price incite les membres de l'Église et les Ougandais à travailler ensemble pour en faire leur paradis. Plus tard, les frères ougandais (y compris le général) vont de porte en porte pour professer l’évangile selon "Le Livre d'Arnold" ("Tomorrow Is a Latter Day"/"Hello! [Reprise]"/"Encore").

### Numéros musicaux
| Acte I - Hello – Price, Cunningham, Mormons - Two by Two – Price, Cunningham - You and Me (But Mostly Me) – Price et Cunningham - Hasa Diga Eebowai – Mafala, Price, Cunningham, villageois - Turn It Off – McKinley et missionnaires - I Am Here for You – Price et Cunningham - All American Prophet – Price, Cunningham, Joseph Smith, Angel Moroni - Sal Tlay Ka Siti – Nabulungi - I Am Here for You (reprise) – Cunningham - Man Up – Cunningham, Nabulungi, Price | Acte II - Making Things Up Again – Cunningham, père de Price, Joseph Smith, Mormon, Moroni, villageois - Spooky Mormon Hell Dream – Price et la troupe - I Believe – Price - Baptize Me – Cunningham et Nabulungi - I Am Africa – McKinley, Cunningham et missionnaires - Orlando – Price - Joseph Smith American Moses – Nabulungi, Mafala et villageois - Hasa Diga Eebowai (reprise) – Nabulungi - You and Me (But Mostly Me) (reprise) – Price et Cunningham - Tomorrow Is a Latter Day – Price, Cunningham, McKinley, Nabulungi et la troupe - Hello (reprise) – la troupe - Finale – la troupe |